# Skuggbok

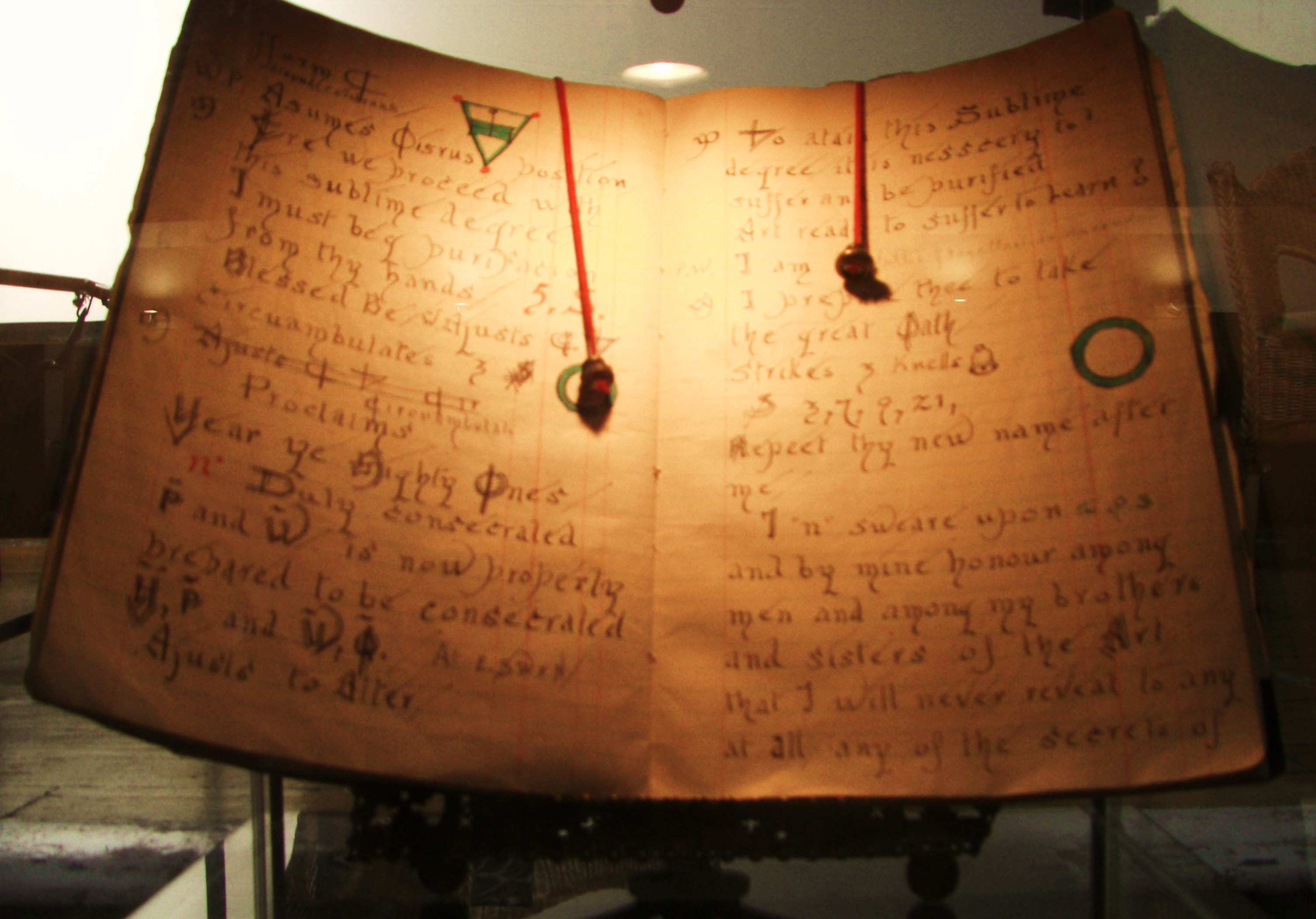
En skuggbok utformad av Gerald Gardner.

En skuggbok eller Skuggornas bok är en samlingsbok för recept, ritualer, böner och annat som används av en del nyhedningar, bland annat wiccaner och häxor. Namnet sägs komma av det faktum att häxor under tiden för häxprocesserna behövde hålla sina göromål hemliga, och därför var det viktigt med en bok med dold eller privat information.